# Лазарус II Хенкел фон Донерсмарк
Лазарус II Хенкел фон Донерсмарк (на немски: Lazarus II Graf Henckel von Donnersmarck; * 1573; † 1 октомври 1664, Тарновске Гури, Полша) е благородник от род Хенкел фон Донерсмарк, господар на Бойтен, Одерберг и Тарновиц/Тарновске Гури, граф от 1636 г.

## Произход и титла
Той е син на фрайхер Лазарус I Хенкел фон Донерсмарк (1551 – 1624), търговец, банкер и минен предприемач, и първата му съпруга Анна Етингер († 1607), дъщеря на търговец.
Лазарус II Хенкел фон Донерсмарк е издигнат на граф на 18 декември 1636 г. Той умира на 91 години.

## Фамилия
Първи брак: на 7 септември 1601 г. във Виена с Мария-Якобина фон Байр († сл. 1635), дъщеря на Елиас фон Байр (Пайр) и Барбара Рорер. Те имат децата:
- Елиас Хенкел фон Донерсмарк (* ок. 1603; † 27 април 1667, Одерберг), женен на 27 април 1631 г. за фрайин Анна Мария фон Пуххайм (* 1608; † 1634, Одерберг)
- Мария Магдалена Хенкел фон Донерсмарк (* 1604, Виена; † пр. 11 август 1654)
- Габриел Хенкел фон Донерсмарк (* 1609, Виена; † 14 октомври 1666, женен 1645 г. за фрайин Зидония фон Зунек (1630 – 1665)
- Георг Фридрих Хенкел фон Донерсмарк (* 26 август 1611, Виена; † 9 май 1671, Виена), женен на 17 февруари 1636 г. във Виена за Анна-Хелена фон Кауниц (* 4 март 1605, Аустерлиц, Моравия; † 11 септември 1682, Тарновиц)

Втори брак: в Инсбрук с Елеонора де Суарез († сл. 1664), дъщеря на маркиз Агостино де Калдано.